# Rezervația naturală „Peștera de la Izvorul Tăușoarelor”
Rezervația naturală „Peștera de la Izvorul Tăușoarelor” a fost declarată  monument al naturii în principal datorită prezenței cristalelor de gips și a unor fosile cu importanță științifică descoperite în cadrul ei (insecte, crustacei, lilieci).

Are o dezvoltare de 16.107m și o adâncime de 461,6m (cea mai mare diferență de nivel din România).
Ea drenează în subteran cursul epigeu al pârâului Izvorul Tăușoarelor.
Galerii lungi și nu de puține ori înguste leagă sălile mari ale acestei peșteri tinere și active ce adăpostește relativ puține formațiuni carstice
Se remarcă apariția a numeroase anthodite de gips și aragonit a căror elemente depășesc uneori 10cm lungime și sunt grupate în așa fel încât au aspectul unor crizanteme de piatră.
Interesantă este și apariția unor depozite aluvionare stratificate, groase (peste 10m), care colmatează unele diaclaze ale peșterii.
Studiul acestora este deosebit de important pentru paleoclimatologie.